# Irina Laricheva (nadadora)
Irina Nikolaevna Laricheva (en ruso: Ирина Николаевна Ларичева) (Novosibirsk, Unión Soviética, 23 de julio de 1963) es una nadadora soviética retirada especializada en pruebas de estilo libre, que consiguió una medalla de bronce durante el Campeonato Europeo de Natación de 1983 en la prueba de 400 metros libres.

## Palmarés internacional
| Campeonato Europeo de Natación | Campeonato Europeo de Natación | Campeonato Europeo de Natación | Campeonato Europeo de Natación |
| Año                            | Lugar                          | Medalla                        | Prueba                         |
| ------------------------------ | ------------------------------ | ------------------------------ | ------------------------------ |
| 1983                           | Roma ( Italia)                 | Medalla de bronce              | 400 m libres                   |